# Капустине (станція)
Капу́стине — проміжна залізнична станція Шевченківської дирекції Одеської залізниці на неелектрифікованій лінії Імені Тараса Шевченка — Помічна між станціями Виска (21 км) та Адабаш (15 км). Розташована в селі Злинка Новоукраїнського району Кіровоградської області.

## Історія
Станція відкрита 1914 року, одночасно з відкриттям руху поїздів лінією Бобринська — Помічна. Від станції вгалужується промислова гілка на Липнязький цукровий завод.

## Пасажирське сполучення
На станції Капустине зупиняються приміські проїзди сполученням Імені Тараса Шевченка — Помічна та нічний швидкий № 147/148 сполученням Київ — Одеса.